# Втрати 7-ї військової бази (РФ)
У статті наведено подробиці поіменних втрат 7-ї військової бази Збройних сил РФ у різних військових конфліктах.

## Грузино-абхазьский конфлікт
| п/п | Прізвище, ім'я, по батькові              | Звання  | Дата народження | Дата смерті | Місце смерті |
| --- | ---------------------------------------- | ------- | --------------- | ----------- | ------------ |
| 1.  | Аніськін Олексій (рос. Аниський Алексей) | рядовий |                 | 18.01.2019  | с. Цебельда  |

## Російсько-українська війна
| п/п | Прізвище, ім'я, по батькові                                                 | Звання                          | Дата народження | Дата смерті   | Місце смерті                       |
| --- | --------------------------------------------------------------------------- | ------------------------------- | --------------- | ------------- | ---------------------------------- |
| 1.  | Терехов Анатолій Олексійович (рос. Терехов Анатолий Алексеевич)             | рядовий                         | 28.10.1985      | 24.08.2014    |                                    |
| 2.  | Муллін Євген Петрович (рос. Муллин Евгений Петрович)                        | капітан                         | 23.06.1987      | 03.09.2014    | Донбас                             |
| 3.  | Магомедов Шамільгаджі Лабазанович (рос. Магомедов Шамильгаджи Лабазанович)  | єфрейтор                        | 03.04.1998      | 03.03.2022    |                                    |
| 4.  | Коваленко Микола Миколайович (рос. Коваленко Николай Николаевич)            | старший прапорщик               | 20.09.1985      | 30.03.2022    | Донецька область                   |
| 5.  | Топчан Родіон Геннадійович (рос. Топчян Родион Геннадьевич)                 | єфрейтор                        | 10.09.1996      | 30.03.2022    |                                    |
| 6.  | Пряткін Олександр Геннадійович (рос. Пряткин Александр Геннадьевич)         |                                 | 1998            | 01.04.2022    | Велика Новосілка                   |
| 7.  | Дроздов Віталій Григорович (рос. Дроздов Виталий Григорьевич)               | рядовий                         | 04.04.1999      | 01.04.2022    |                                    |
| 8.  | Болотін Олексій Геннадійович (рос. Болотин Алексей Геннадьевич)             | старший сержант                 | 05.10.1985      | 02.04.2022    | Волноваха                          |
| 9.  | Щербаков В'ячеслав Олександрович (рос. Щербаков Вячеслав Александрович)     |                                 | 16.07.1999      | 02.04.2022    | Волноваха                          |
| 10. | Лущенко Кирило Сергійович (рос. Лущенко Кирилл Сергеевич)                   | єфрейтор                        | 09.04.1999      | 02.04.2022    | Велика Новосілка                   |
| 11. | Хохряков Дмитро Дмитрович (рос. Хохряков Дмитрий Дмитриевич)                | рядовий                         | 17.03.2002      | 03.04.2022    |                                    |
| 12. | Щербаков Сергій Олександрович (рос. Щербаков Сергей Александрович)          | молодший сержант                |                 | 16.05.2022    |                                    |
| 13. | Мустафін Марат Марсельович (рос. Мустафин Марат Марселевич)                 | старший сержант                 | 15.08.1994      | 19.05.2022    |                                    |
| 14. | Сапкалов Олександр Вікторович (рос. Сапкалов Александр Викторович)          | рядовий                         | 24.10.2000      | 06.06.2022    |                                    |
| 15. | Гаврилов Рамазан Джалавдієвич (рос. Гаврилов Рамазан Джалавдиевич)          | рядовий                         | 05.02.1997      | 19.07.2022    |                                    |
| 16. | Бєлов Антон Сергійович (рос. Белов Антон Сергеевич)                         | рядовий                         | 25.06.2000      | 22.07.2022    |                                    |
| 17. | Ерднєєв Олександр Ернестович (рос. Эрднеев Александр Эрнестович)            | старший лейтенант               | 03.12.1995      | 21.07.2022    |                                    |
| 18. | Марзаєв Аюр Баїрович (рос. Марзаев Аюр Баирович)                            | старший лейтенант               | 06.05.1996      | 24.07.2022    | с. Андріївка (Бериславський район) |
| 19. | Трубніков Роман (рос. Трубников Роман)                                      | єфрейтор                        |                 | до 02.09.2022 |                                    |
| 20. | Смольников Олександр В'ячеславович (рос. Смольников Александр Вячеславович) | старший сержант                 | 21.06.1989      | 25.09.2022    | Херсонська область                 |
| 21. | Рогальов Володимир Олександрович (рос. Рогалёв Владимир Александрович)      | полковник, начальник штабу бази | 04.10.1971      | 02.10.2022    | Херсонська область                 |
| 22. | Бекбаєв Тимирхан Алібекович (рос. Бекбаев Тимирхан Алибекович)              |                                 | 25.12.1996      | 05.10.2022    |                                    |
| 23. | Щербак Ігор Юрійович (рос. Щербак Игорь Юрьевич)                            | підполковник                    | 08.11.1979      | 05.10.2022    | Донецька область                   |
| 24. | Чиж Дмитро Олексійович (рос. Чиж Дмитрий Алексеевич)                        |                                 | 26.12.1991      | 04.10.2023    | Бахмутський район                  |